# 1018 Arnolda
Arnolda (asteroide 1018) é um asteroide da cintura principal com um diâmetro de 16,42 quilómetros, a 1,9178966 UA. Possui uma excentricidade de 0,2453488 e um período orbital de 1 479,83 dias (4,05 anos).
Arnolda tem uma velocidade orbital média de 18,68328649 km/s e uma inclinação de 7,64928º.
Esse asteroide foi descoberto em 3 de março de 1924 por Karl Reinmuth.